# Königsteiner Bahn
| Verlauf der Königsteiner und Sodener Bahn |                         |                                |                                |
| Streckennummer (DB): | 9360                    |                                |                                |
| Kursbuchstrecke (DB): | 646                     |                                |                                |
| Kursbuchstrecke: | 167c (1934) 195a (1946) |                                |                                |
| Streckenlänge: | 15,9 km                 |                                |                                |
| Spurweite: | 1435 mm (Normalspur)    |                                |                                |
| Streckenklasse: | D4                      |                                |                                |
| Maximale Neigung: | 25 ‰                    |                                |                                |
| Streckengeschwindigkeit: | 80 km/h                 |                                |                                |
| |                         |                                |                                |
| \| \| \| von Frankfurt \| \| \| \| \| von Frankfurt \| \| \| \| \| von Bad Soden \| \| \| \| 0,0 \| Frankfurt (Main)-Höchst \| Frankfurt (Main)-Höchst \| \| \| \| nach Wiesbaden \| \| \| \| \| nach Eschhofen \| \| \| \| 1,0 \| Farbwerke Hoechst \| Farbwerke Hoechst \| \| \| 1,6 \| BÜ Hunsrückstraße (L 3016) \| BÜ Hunsrückstraße (L 3016) \| \| \| 1,6 \| Unterliederbach \| Unterliederbach \| \| \| \| A 66 \| \| \| \| 3,6 \| Liederbach Süd \| Liederbach Süd \| \| \| 4,9 \| Liederbach \| Liederbach \| \| \| \| B 519 \| \| \| \| 6,8 \| Kelkheim-Münster \| Kelkheim-Münster \| \| \| 8,6 \| Kelkheim \| Kelkheim \| \| \| 8,7 \| BÜ Fischbacher Straße (L 3016) \| BÜ Fischbacher Straße (L 3016) \| \| \| 9,9 \| Kelkheim-Hornau \| Kelkheim-Hornau \| \| \| 13,1 \| BÜ Wiesbadener Straße (B 455) \| BÜ Wiesbadener Straße (B 455) \| \| \| 13,2 \| Schneidhain \| Schneidhain \| \| \| 15,9 \| Königstein (Taunus) \| Königstein (Taunus) \| \| \| \| \| \| \| Quellen: [1][2] \| \| \| \| |                         |                                |                                |
| |                         | von Frankfurt                  |                                |
| Abzweig geradeaus und von links |                         | von Frankfurt                  | von Frankfurt                  |
| Abzweig geradeaus und von rechts |                         | von Bad Soden                  | von Bad Soden                  |
| Bahnhof | 0,0                     | Frankfurt (Main)-Höchst        | Frankfurt (Main)-Höchst        |
| Abzweig geradeaus und nach links |                         | nach Wiesbaden                 | nach Wiesbaden                 |
| Abzweig geradeaus und nach links |                         | nach Eschhofen                 | nach Eschhofen                 |
| ehemaliger Haltepunkt / Haltestelle | 1,0                     | Farbwerke Hoechst              | Farbwerke Hoechst              |
| Bahnübergang | 1,6                     | BÜ Hunsrückstraße (L 3016)     | BÜ Hunsrückstraße (L 3016)     |
| Haltepunkt / Haltestelle | 1,6                     | Unterliederbach                | Unterliederbach                |
| Strecke mit Straßenbrücke |                         | A 66                           | A 66                           |
| Haltepunkt / Haltestelle | 3,6                     | Liederbach Süd                 | Liederbach Süd                 |
| Bahnhof | 4,9                     | Liederbach                     | Liederbach                     |
| Brücke |                         | B 519                          | B 519                          |
| Haltepunkt / Haltestelle | 6,8                     | Kelkheim-Münster               | Kelkheim-Münster               |
| Bahnhof | 8,6                     | Kelkheim                       | Kelkheim                       |
| Bahnübergang | 8,7                     | BÜ Fischbacher Straße (L 3016) | BÜ Fischbacher Straße (L 3016) |
| Bahnhof | 9,9                     | Kelkheim-Hornau                | Kelkheim-Hornau                |
| Bahnübergang | 13,1                    | BÜ Wiesbadener Straße (B 455)  | BÜ Wiesbadener Straße (B 455)  |
| Haltepunkt / Haltestelle | 13,2                    | Schneidhain                    | Schneidhain                    |
| Kopfbahnhof Streckenende | 15,9                    | Königstein (Taunus)            | Königstein (Taunus)            |
| |                         |                                |                                |
| Quellen: |                         |                                |                                |

Die Königsteiner Bahn ist eine 1902 eröffnete, durchgehend eingleisige und nicht elektrifizierte Nebenbahn, die am Südrand des Taunus in Hessen die Stadt Königstein im Taunus mit der Metropole Frankfurt am Main verbindet, größtenteils entlang des Tals des Liederbachs. Betreiber der Strecke ist die HLB Basis AG, eine Tochtergesellschaft der Hessischen Landesbahn (HLB).
Die Strecke wird von der Regionalbahn-Linie RB 12 befahren (1987–1995 K-Bahn genannt), die über Frankfurt-Höchst hinaus nach Frankfurt (Main) Hauptbahnhof durchgebunden wird.

## Verlauf
Die Strecke ist eingleisig, in Liederbach, Kelkheim und Hornau sowie in den Endbahnhöfen sind Ausweichstellen vorhanden.
In Höchst verlässt die Bahn zunächst den Bahndamm, auf dem auch die S-Bahn verkehrt, überquert dabei den Liederbach, der unter den Gleisanlagen hindurch fließt, und zweigt nach Nordwesten ab, parallel zur Silostraße. Früher diente dieser Streckenteil auch als Anschluss zum Industriestammgleis der Stadt Höchst in Richtung heutiger Jahrhunderthalle und zweigte in westlicher Richtung ab, auf Höhe des heutigen Schienenübergangs beim Nachtigallenweg. Das Industriestammgleis war von der Königsteiner Kleinbahn mitbedient worden, erlangte jedoch keine Bedeutung, da die erhoffte Ansiedlung von Industriebetrieben ausblieb, und wurde nach 1945 wieder zurückgebaut.
Die Kleinbahn wiederum erreicht nach kurzer Fahrt den letzten Haltepunkt auf Frankfurter Stadtgebiet. Unterliederbach hatte bis 1983 einen Bahnhof mit Nebengleis und Verladerampe, der seither zu einem Haltepunkt zurückgestuft ist. Das Bahnhofsgebäude war bereits Mitte der 1950er Jahre abgerissen und durch ein einfaches Wartehäuschen ersetzt worden. Lediglich die Verladerampe eines einstigen Holzverarbeitungsbetriebs ist noch vorhanden, der heute allerdings einem indischen Supermarkt als Veranda zur Außenbewirtschaftung dient. 2002, anlässlich des 100-jährigen Bestehens der Frankfurt-Königsteiner Eisenbahn, wurde ein neues Wartehäuschen für die Reisenden errichtet – ähnlich wie auch bei anderen Stationen der Linie.

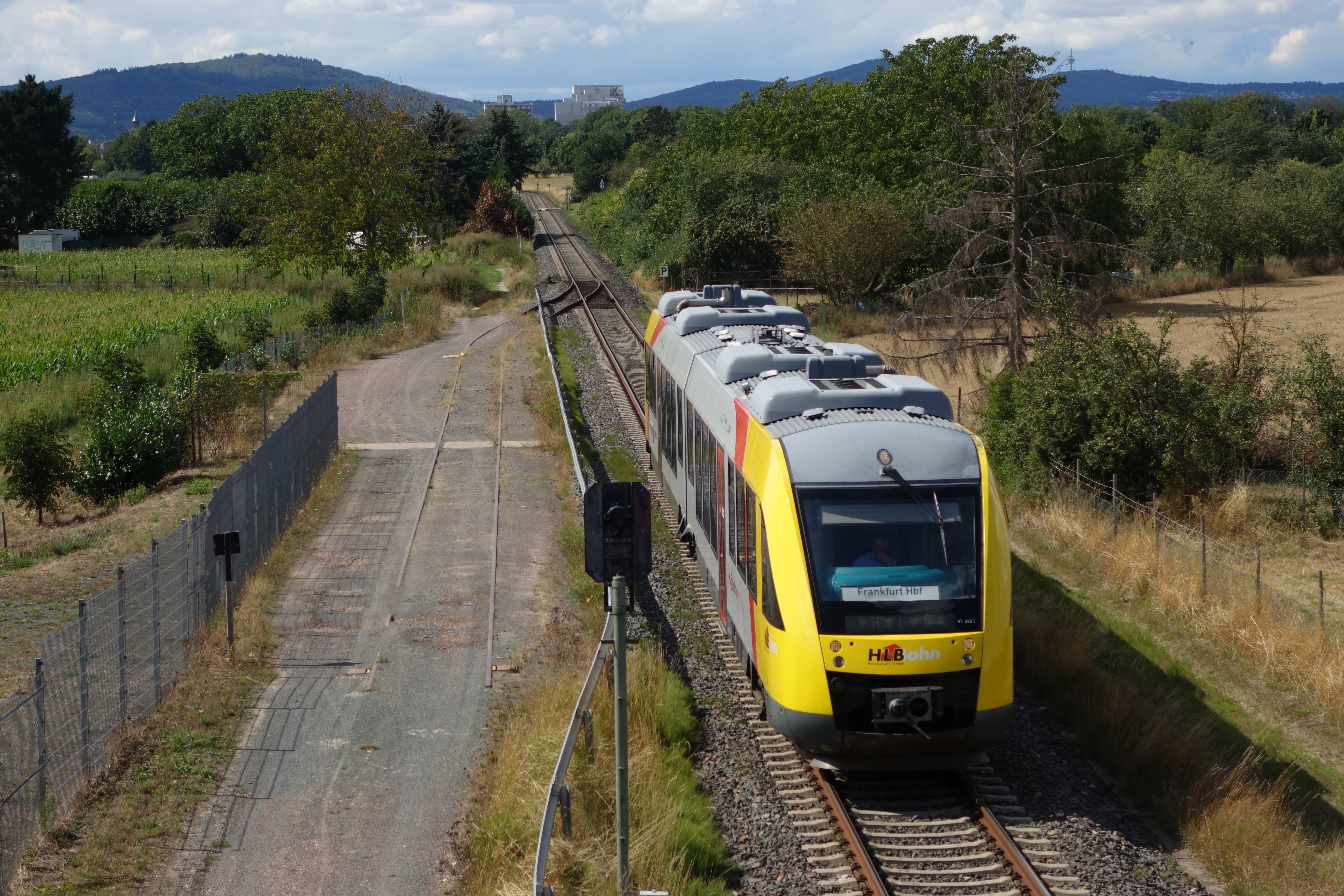
LINT 41-Triebwagen bei Unterliederbach, links das Trafo-Verladegleis. Am Horizont erkennbar die Taunusberge (von links) Staufen, Rossert (Hauptgipfel etwas verdeckt) sowie Atzelberg samt Fernmeldeturm.

Nachdem die Bahn die Brücke der Bundesautobahn 66 unterquert, passiert sie das 2004 errichtete Anschlussgleis für Transporte schwerer Großtransformatoren für ein seinerzeit neu errichtetes Umspannwerk in Kriftel. Bereits für den Ausbau der Elisabethenstraße zur Kraftfahrstraße ab Anfang 1928 hatte es rund ein Jahr lang an etwa derselben Stelle (km 2,435) ein Anschlussgleis gegeben. Auf eine Feldbahn parallel zur Straßentrasse wurden hier Baustoffe umgeladen. Diese kamen von einem Steinbruch nahe dem Rettershof, von wo sie ebenfalls per Feldbahn zur Königsteiner Bahn transportiert worden waren, zu einem Anschlussgleis nahe Schneidhain (km 12,6).
Nach einer Fahrt durch die Felder Unter- und Oberliederbachs erreicht die Bahn die erste Station im Main-Taunus-Kreis, Liederbach Süd. Der am 16. Februar 1993 eröffnete Haltepunkt bindet vor allem das östliche Gewerbegebiet sowie das südöstliche Wohngebiet an. Die dortige Einrichtung eines Haltepunkts war bereits Mitte der 1970er Jahre gewünscht worden. Wegen der damals lange drohenden Streckenstilllegung und fehlender finanzieller Mittel wurde dieser jedoch erst ab Herbst 1992 umgesetzt. Die Kosten von 360.000 D-Mark teilten sich die Gemeinde Liederbach sowie drei lokale Firmen.
Es folgt der Bahnhof Liederbach, der genau auf der Grenze der beiden Ortsteile Oberliederbach und Niederhofheim liegt. Bis Ende 1971, bevor auch hier die Gebietsreform in Hessen umgesetzt, und die beiden Orte zu Liederbach vereinigt wurden, hieß der Bahnhof daher Niederhofheim-Oberliederbach. Nach Höchst bietet sich hier die erste Ausweichmöglichkeit der Strecke. Das zweite Gleis wird aber nur selten genutzt, etwa bei Verspätungen, Betriebsfahrten oder Sonderfahrten des Vereins Historische Eisenbahn Frankfurt zum Bahnhofsfest Königstein.
Nach der Fahrt durch Felder und Wiesen hält die Bahn in Münster, das ebenfalls nurmehr ein eingleisiger Haltepunkt ist. In der ersten Hälfte der 1980er Jahre verschwanden hier Ausweich- und Gütergleise, allerdings blieb das Stationsgebäude als Kulturbahnhof erhalten.
Bald darauf erreicht die Bahn das Zentrum der Mittelstadt Kelkheim, wo abweichend zur üblichen Symmetriezeit im Stundentakt zur Minute :12 die einzige Zugkreuzung stattfindet, bei Halbstundentakt zusätzlich zur Minute :42. Die Stumpf- oder Abstellgleise erinnern an den einstigen Güterverkehr, insbesondere der hiesigen Möbelhersteller. In Richtung Königstein verläuft die Route alsbald im Bogen, parallel zum Gagernring, um den Süden Hornaus herum, ehe nach kurzer Zeit der Bahnhof dieses Stadtteils erreicht wird. Dort befindet sich auch das Stellwerk für die gesamte Strecke.

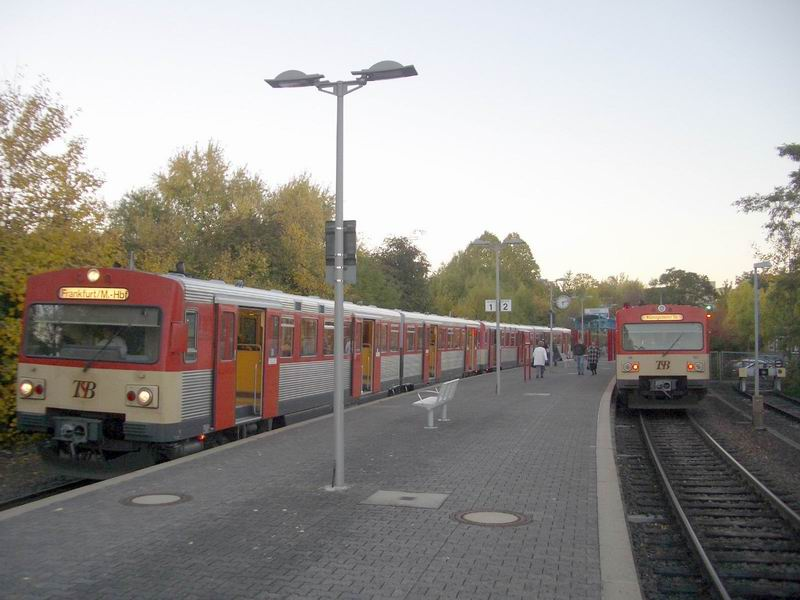
Zugkreuzung im Bahnhof Kelkheim

Anschließend verlässt die Königsteiner Bahn das Liederbachtal, schwenkt nach Nordnordwesten aus, parallel zum Liederbach-Zufluss Braubach, und durchfährt zunächst den Kelkheimer Stadtwald. Kurz dahinter, bei Streckenkilometer 12,5 befand sich in den 1920er Jahren eine Verladestelle für Bruchsteine, die mittels einer Feldbahn angefahren worden waren. Die Steine wurden beim Bau der Schnellstraße von Frankfurt nach Wiesbaden (heutige Bundesautobahn 66) verwendet und bei Kilometer 2,27, also nur unweit des 2004 errichteten Anschlussgleises, abgeladen.
Der Abschnitt zwischen Hornau und Schneidhain ist mit einer durchschnittlichen Steigung von 1:42 das steilste Stück der Strecke.

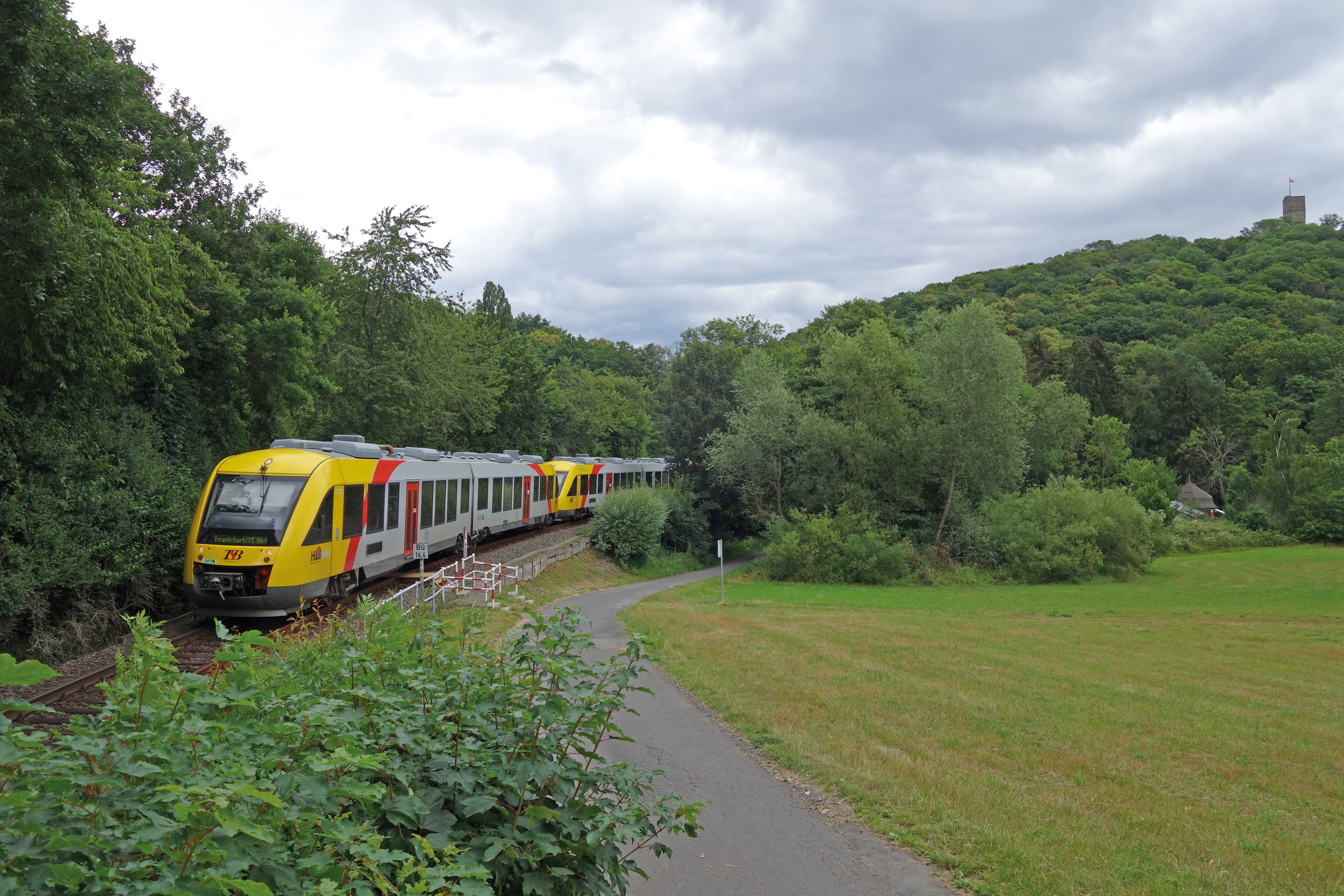
Triebwagen des Typs LINT 41 unterhalb von Burg Königstein auf der 180°-Kurve

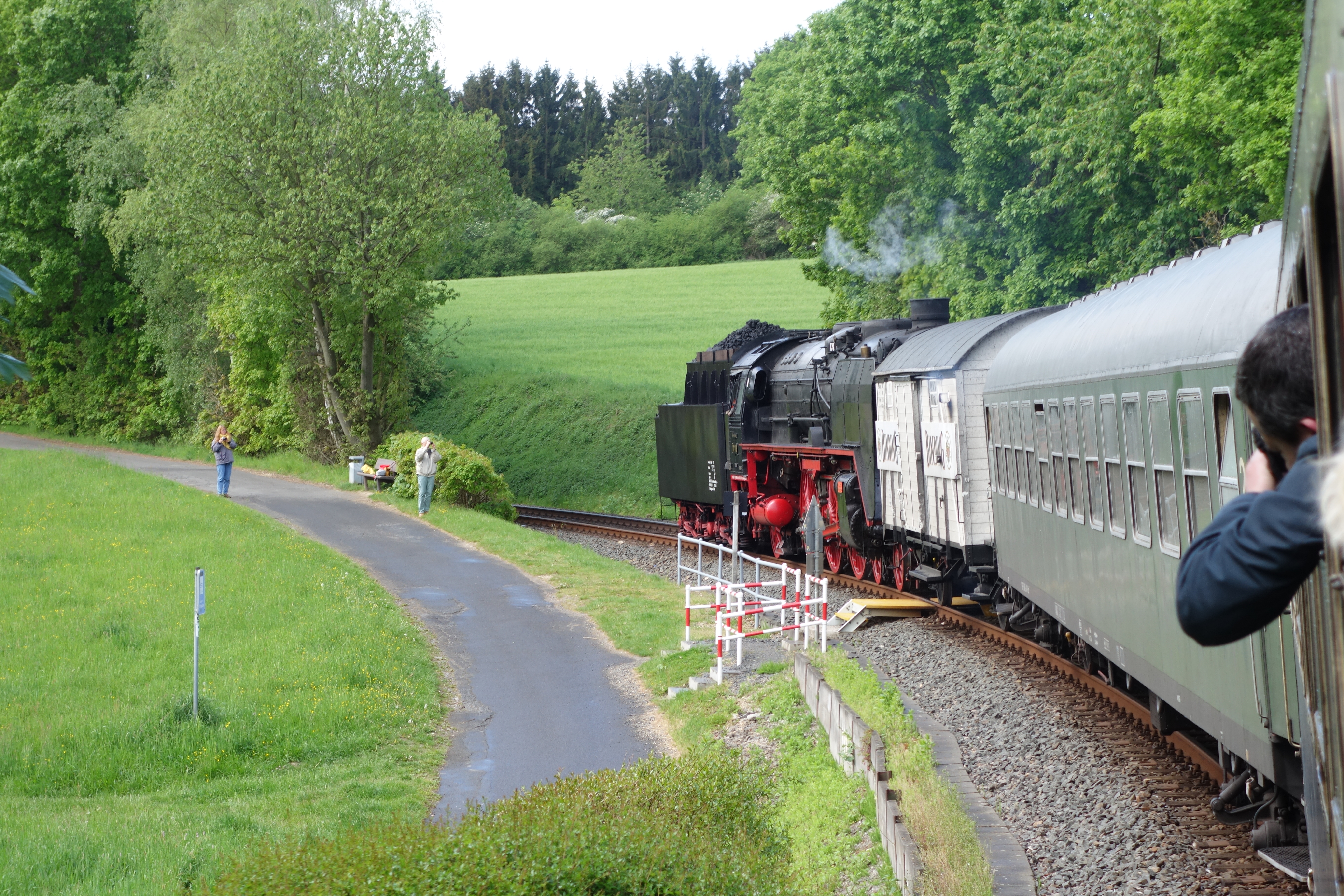
Der Blick aus umgekehrter Perspektive verdeutlicht den engen Radius der 180°-Kurve bei Königstein (Dampflok der Baureihe 01 u. a. mit einem 26,4 Meter langen Schnellzugwagen).

Hernach biegt die Bahn bald in einem 180°-Bogen nach Osten, umkurvt im sehr kleinen Radius die Flur Auf dem Bangert, wobei erneut der Liederbach überquert wird. Am Fuß der Burgruine Königstein erreicht die Strecke nach einer letzten Steigung im Königsteiner Bahnhof ihren Endpunkt. Hier befinden sich auch Betriebs- und Ausbesserungsanlagen.

## Geschichte

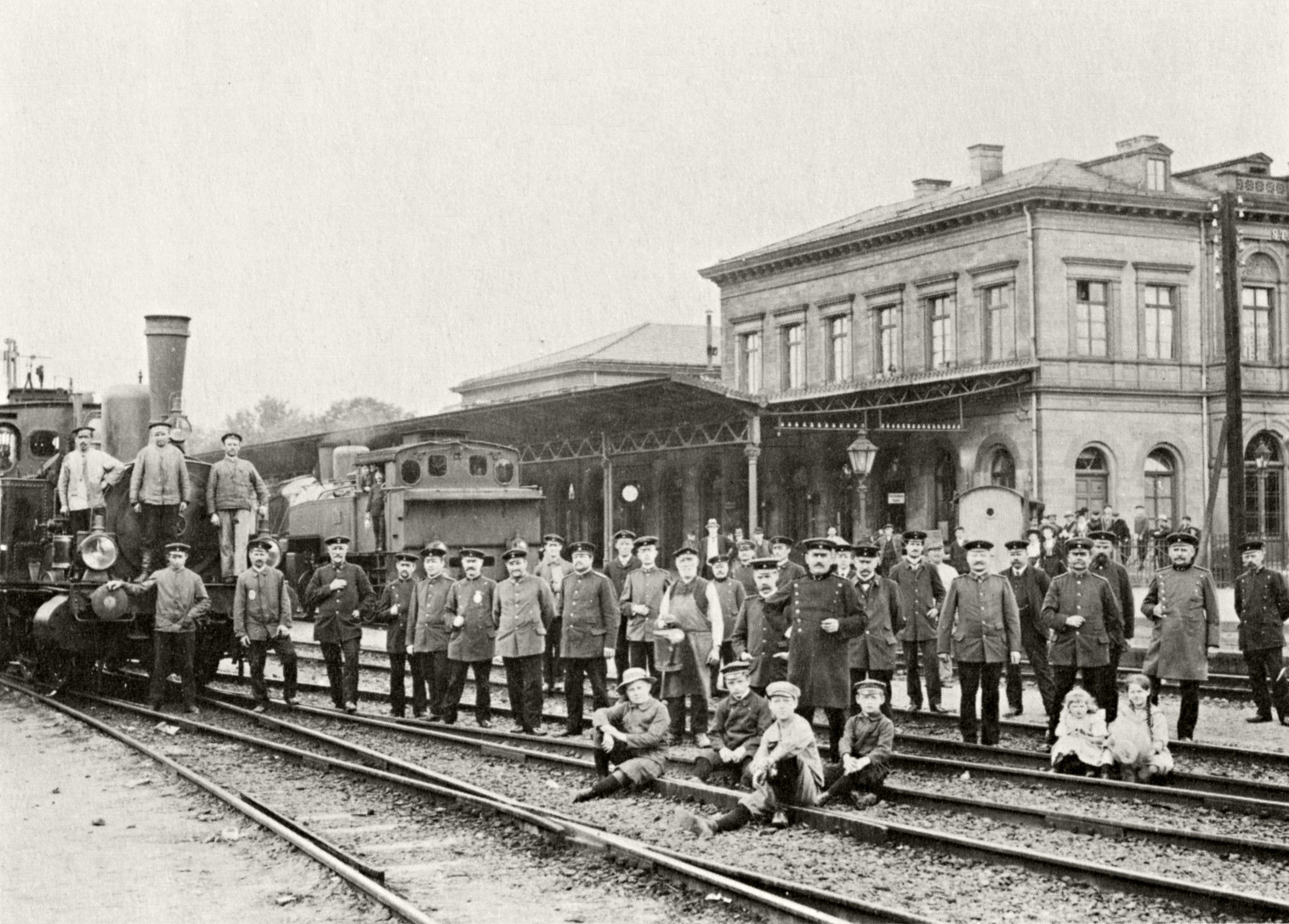
Einweihung der Königsteiner Bahn 1902

Die Königsteiner Bahn wurde 1901 als Kleinbahn für die Betreibergesellschaft Kleinbahn AG Höchst-Königstein konzessioniert, welche sich später zur Frankfurt-Königsteiner Eisenbahn (FKE) weiterentwickelte. Der Streckenbau begann im Bahnhof Höchst am Main (vor der Eingemeindung nach Frankfurt) an der Taunus-Eisenbahn. Am 24. Februar 1902 wurde die Strecke in Betrieb genommen.

### Zugunglück bei Oberliederbach 1966
Am 17. November 1966 gab es auf der Strecke zwischen Unterliederbach und Liederbach ein schweres Zugunglück. Während der Triebfahrzeugführer zu einer Pause ausgestiegen war, hatte sich sein im Leergang wartender dreiteiliger Triebwagen in Kelkheim-Hornau in Richtung Frankfurt von selbst in Bewegung gesetzt, da die Feststellbremse nicht angezogen war. Durch das Gefälle der Strecke beschleunigte der Zug auf weit über 100 km/h. Der Versuch, den Zug in Kelkheim-Münster gezielt entgleisen zu lassen, missglückte.
Bei Oberliederbach schließlich stieß der Triebwagen frontal mit einem entgegenkommenden Personenzug zusammen. Lokführer und Heizer der Dampflokomotive konnten sich durch einen Sprung retten. Bei dem Unglück starben sieben Fahrgäste und es gab 80 Verletzte. Unter den Toten war auch der einzige Passagier des führerlosen Triebwagens. Dem Zweiundzwanzigjährigen war es aus nicht mehr nachvollziehbaren Gründen nicht gelungen, die Notbremse zu ziehen, um das Unglück zu verhindern oder wenigstens das Ausmaß abzumildern und vielleicht sein Leben zu retten.
Ein weiterer Zug aus Richtung Frankfurt konnte gerade noch rechtzeitig an der Weiterfahrt in Richtung Liederbach gehindert werden.

## Verkehr

### K-Bahn

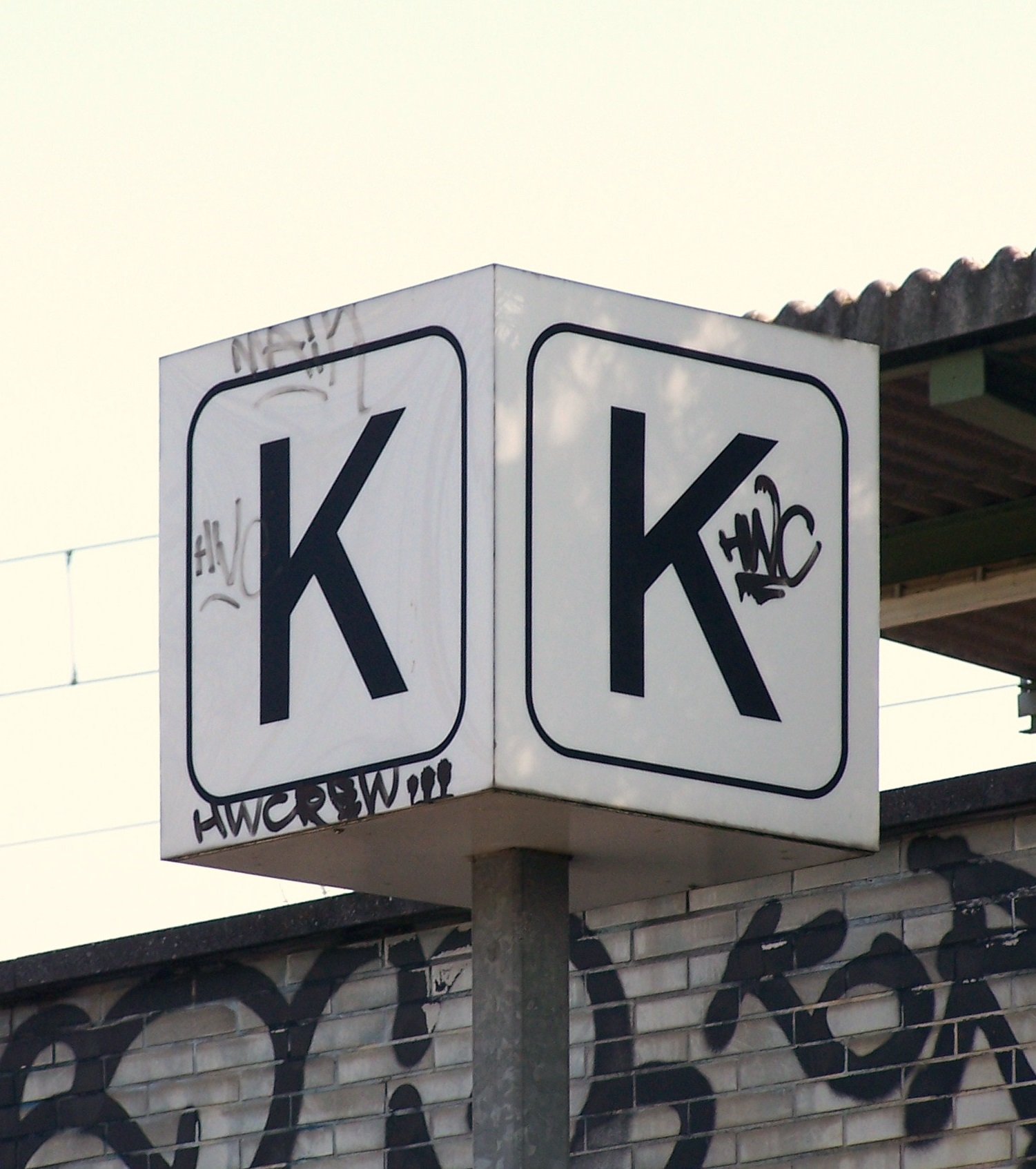
Linienbezeichnung K in Frankfurt-Höchst

Von 1987 bis 1995 trug die Bahnstrecke den Kurznamen „K-Bahn“, der sich trotz seiner kurzen Lebensdauer einprägte und auch heute noch oft verwendet wird. Auf dem Liniennetzplan des Frankfurter Verkehrsverbunds (FVV) wurde sie in schwarz dargestellt ebenso wie die sogenannten S-Bahn-Linien (lokbespannte Züge, die im Frankfurter Hauptbahnhof endeten), gegenüber den richtigen S-Bahn-Linien in bunten Farben. 

### Seit 1995
1995 wurde der Rhein-Main-Verkehrsverbund (RMV) gegründet, damit endete die kurze Geschichte der K-Bahn. Nun wurde sie gemäß dem einheitlichen RMV-Nummernschema als Linie 12 bezeichnet.
Die Hessische Landesbahn betreibt die Linie RB 12 bis zum Jahr 2022. Um die Linie attraktiver zu machen, wird sie heute teilweise über die Taunus-Eisenbahn von Frankfurt-Höchst nach Frankfurt Hbf durchgebunden. Sie stellt nun eine wichtige Ergänzung zur S-Bahn Rhein-Main dar.

## Zukunft
Anfang November 2014 wurde bekanntgegeben, dass sich der Rhein-Main-Verkehrsverbund und Alstom darauf einigten, ab frühestens 2018 neue Triebwagen mit Brennstoffzellen-Antrieb auf den Linien des Taunus-Netzes (Linien 11, 12, 15 und 16) einzusetzen. Im April 2018 wurde festgelegt, dass die Züge voraussichtlich ab 2022[veraltet] eingesetzt werden sollen.
Für die Einrichtung eines 15-Minuten-Taktes wird bis Mitte 2020 eine Studie zur Ermittlung der notwendigen Ausbaumaßnahmen zwischen Höchst und Kelkheim erarbeitet.
Am 10. März 2022 wurde bekannt, dass die Tochter der Deutschen Bahn Regio, Start GmbH, die Ausschreibung für den Betrieb des Taunus-Netzes gewonnen hat. Der Betrieb wird zum Fahrplanwechsel 2022[veraltet] beginnen. Die Hessische Landesbahn beabsichtigt gegen die Entscheidung Rechtsmittel einzulegen.